# Kongsberg Gruppen

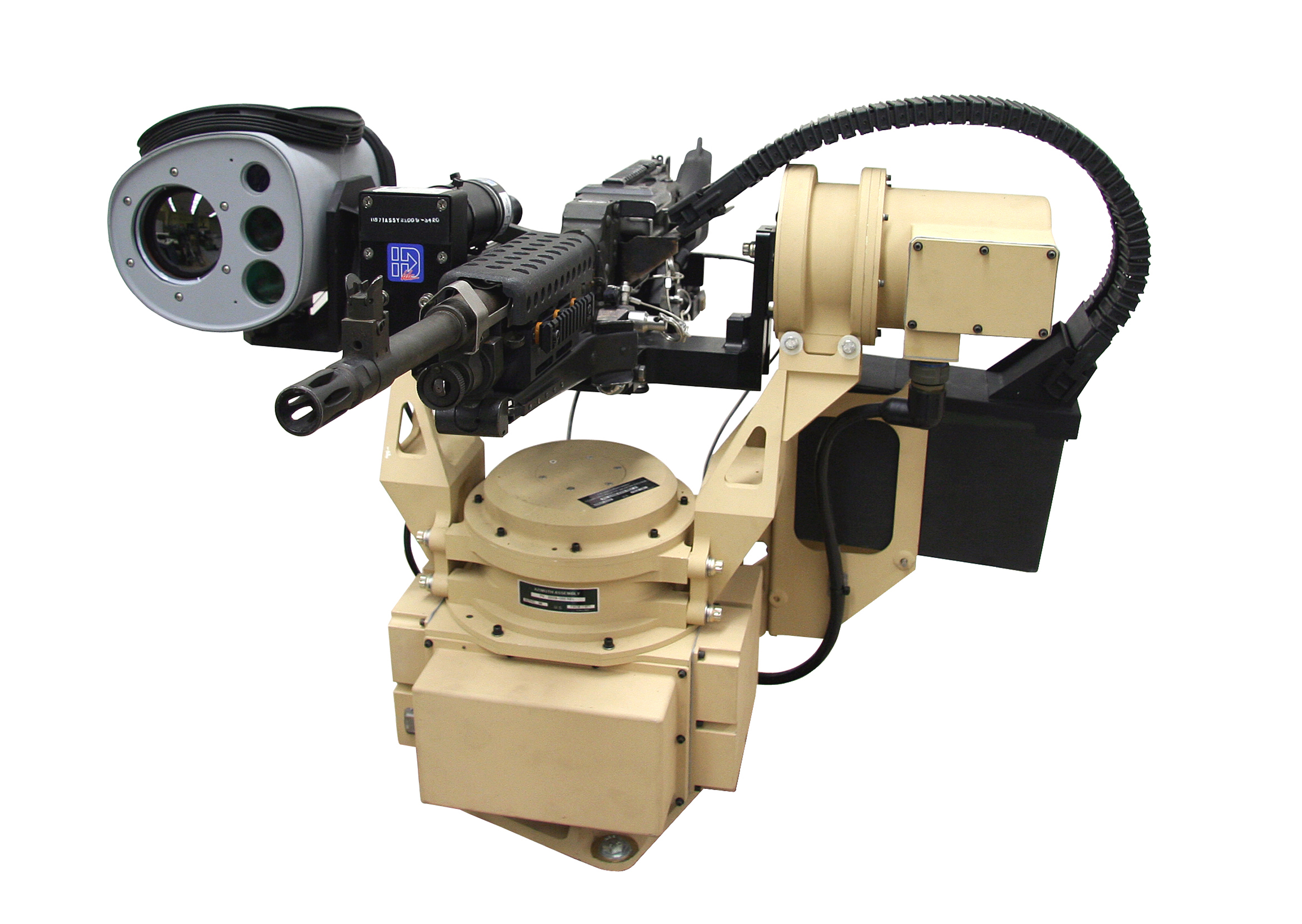
Бойовий модуль дистанційного управління вогнем кулемета M240, розроблений компанією Kongsberg Gruppen

Kongsberg Gruppen ASA (укр. Конгсберг Группен АСА) — норвезька компанія, одна з найпотужніших виробників високотехнологічної зброї у світі в царині оборонних, аерокосмічних, морських та наземних систем управління, а також виробник обладнання для авіаційної, космічної техніки, нафтогазових підприємств тощо. Штаб-квартира — у Конгсберзі, у фюльке Бускерюд.
Складові частини компанії:
- Kongsberg Maritime
- Kongsberg Defence & Aerospace
- Kongsberg Protech Systems
- Kongsberg Digital